# Henrik Zilliacus
Johan Henrik Zilliacus, född 23 januari 1908 i Helsingfors, död där 9 januari 1992, var en finländsk klassisk filolog. Han var son till författaren Emil Zilliacus.
Zilliacus blev filosofie doktor 1936 på avhandlingen Zum Kampf der Weltsprachen im oströmischen Reich (1935) som blev inflytelserik genom sin kombination av historiska och sociolingvistiska metoder. Han tjänstgjorde 1939–1944 som överlärare i latin och grekiska vid Svenska normallyceum i Helsingfors och 1944–1974 som professor i grekisk litteratur vid Helsingfors universitet.
Zilliacus var en framstående expert på språkförhållandena i den bysantinska delen av det romerska imperiet, på papyrologisk forskning men också på forngrekisk och latinsk litteratur och historia. Vid sidan av vetenskapliga arbeten publicerade han verk som presenterar antikforskningens rön för en bredare publik, bland annat Nya vägar till antiken (1948) och Papyrustutkimus (1974) samt essäsamlingarna Levande tradition (1980) och Klassiska källsprång (1983). Han var 1956–1959 föreståndare för Finlands Rominstitut i Villa Lante. Han var mycket framgångsrik som lärare och inspiratör för de första efterkrigstida generationerna av antikforskare i Finland.